# Сражение при Серравалле
Сражение при Серравалле (исп. Batalla de Serravalle) — одно из сражений во время Итальянской войны 1542–1546 годов, произошедшее 2 июня 1544 года между имперско-испанскими войсками под командованием Альфонсо д'Авалоса, маркиза дель Васто, и войсками итальянских наемников на службе Франции под командованием Пьеро Строцци и Джован Франческо Орсини, графа Питильяно.

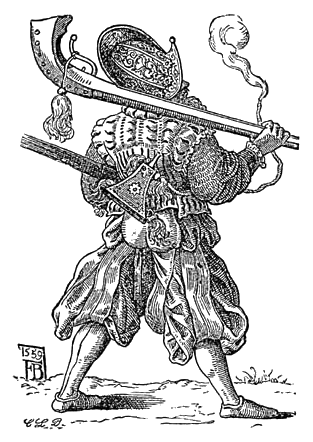
Аркебузир

Несмотря на крах имперско-испанской армии Альфонсо д'Авалоса в битве при Черезоле, поражение не имело большого стратегического значения. По настоянию Франциска I французская армия Франсуа де Бурбона возобновила осаду Кариньяно, где Пирро Колонна сопротивлялся несколько недель. Вскоре после капитуляции города неминуемое вторжение во Францию войск императора Карла V и английского короля Генриха VIII вынудило Франциска вывести большую часть своей армии из Пьемонта, оставив графа Энгиенского без войск, необходимых для взятия Милана. Сознавая эти недостатки, лояльный французам итальянский кондотьер Пьеро Строцци набрал в Мирандоле 10 000 солдат и направился в Милан для оказания помощи Франсуа де Бурбону.
Альфонсо д'Авалос, достаточно быстро оправившийся от поражения при Черезоле, двинулся вперёд и перехватил войска Строцци в Серравалле. Настигнутый испанским авангардом под командованием Фернандо Сансеверино Арагонского, 2 июня Строцци оказался в окружении на берегу реки По, недалеко от Генуи, и был вынужден принять бой. На соединение со Строцци была отправлена рота французских жандармов, но она не прибыла вовремя.
Несмотря на то что наёмники значительно уступали в кавалерии, их численное превосходство позволило им в начале сражения одержать победу, но затем итало-испанская кавалерия при поддержке 1000 аркебузиров сумела прорвать их ряды. Имперцы одержали победу, захватив Строцци и заставив сдаться 5000 выживших наемников.
В кровопролитном сражении с обеих сторон погибло 4000 человек. Лишь нескольким разрозненным отрядам удалось добраться до графа Энгиенского, который, не имея достаточно войск, был вынужден снять осаду Кариньяно.
Блестящая победа французов при Черезоле, произошедшая двумя месяцами ранее, в конечном итоге оказалась бесполезной. Милан остался в руках императора Карла, и в конце войны в северной Италии произошло возвращение к статусу-кво.